# Кнежија
45° 47.4′ N 15° 57.1′ E / 45.7900° С; 15.9517° И
Кнежија, познати загребачки кварт у Градској четврти Трешњевка - југ, као насеље чини засебан месни одбор.
На Кнежији се налази Основна школа „Матија Губец“ те салезијански манастир и црква Марије Помоћнице, што је и средиште истоимене рикмокатоличке жупе. 
Кнежија је један од старијих делова Трешњевке и недавно је обновљена. Много нових зграда је изграђено и изглед старог краја готово је нестао. Али неке старе ствари су још остале, а једна од њих је музички ансамбл Трешњевка Архивирано на веб-сајту  (1. октобар 2009). Он постоји више од 30 година, и још увек промовише хрватску народну оркестарску и вокалну музику и тамбуру.